# Sølvi Vatnhamar
Sølvi Vatnhamar, né le 5 mai 1986 aux îles Féroé, est un footballeur international féroïen, qui évolue au poste de milieu offensif. Il travaille également dans la construction.

## Biographie

### Carrière en club
Avec le Víkingur Gøta, Sølvi Vatnhamar dispute 16 matchs en Ligue Europa,. Avec le Víkingur Gøta, il remporte quatre coupes des îles Féroé.

### Carrière internationale
Sølvi Vatnhamar compte 12 sélections et 1 but avec l'équipe des îles Féroé depuis 2013,.
Il est convoqué pour la première fois en équipe des îles Féroé par le sélectionneur national Lars Olsen, pour un match amical contre Malte le 19 novembre 2013. Il entre à la 71e minute de la rencontre, à la place de Klæmint Olsen. Le match se solde par une défaite 3-2 des Féroïens.
Lors de sa 5e sélection, le 13 juin 2015, il fait deux passes décisives à Hallur Hansson et Brandur Hendriksson lors de la victoire 2-1 contre la Grèce, lors d'un match des éliminatoires de l'Euro 2016.
Le 28 mars 2016, il inscrit son premier but en sélection contre le Liechtenstein, lors d'un match amical. Le match se solde par une victoire 3-2 des Féroïens.

## Palmarès
- Avec le Víkingur Gøta
  - Champion des îles Féroé en 2016
  - Vainqueur de la Coupe des îles Féroé en 2009, 2012, 2013 et 2015
  - Vainqueur de la Supercoupe des îles Féroé en 2014, 2015 et 2016

## Statistiques

### Statistiques en club
| Saison                | Club                  | Championnat           | Championnat | Championnat | Coupe(s) nationale(s) | Coupe(s) nationale(s) | Compétition(s) continentale(s) | Compétition(s) continentale(s) | Compétition(s) continentale(s) | Total | Total |
| Saison                | Club                  | Division              | M.          | B.          | M.                    | B.                    | Comp.                          | M.                             | B.                             | M.    | B.    |
| 2008                  | Víkingur Gøta         | D1                    | 25          | 2           | -                     | -                     | -                              | -                              | -                              | 25    | 2     |
| 2009                  | Víkingur Gøta         | D1                    | 26          | 4           | 4                     | 1                     | -                              | -                              | -                              | 30    | 5     |
| 2010                  | Víkingur Gøta         | D1                    | 26          | 10          | 3                     | 0                     | C3                             | 2                              | 0                              | 31    | 10    |
| 2011                  | Víkingur Gøta         | D1                    | 27          | 5           | 1                     | 1                     | -                              | -                              | -                              | 28    | 6     |
| 2012                  | Víkingur Gøta         | D1                    | 22          | 2           | 4                     | 0                     | C3                             | 2                              | 0                              | 28    | 2     |
| 2013                  | Víkingur Gøta         | D1                    | 12          | 1           | 2                     | 1                     | C3                             | 3                              | 0                              | 17    | 2     |
| 2014                  | Víkingur Gøta         | D1                    | 21          | 5           | 2                     | 0                     | C3                             | 5                              | 0                              | 28    | 5     |
| 2015                  | Víkingur Gøta         | D1                    | 26          | 4           | 4                     | 0                     | C3                             | 2                              | 0                              | 32    | 4     |
| 2016                  | Víkingur Gøta         | D1                    | 26          | 14          | 5                     | 4                     | C3                             | 2                              | 0                              | 33    | 18    |
| 2017                  | Víkingur Gøta         | D1                    | 26          | 11          | 2                     | 1                     | C1                             | 4                              | 2                              | 32    | 14    |
| 2018                  | Víkingur Gøta         | D1                    | 22          | 5           | 2                     | 0                     | C1+C3                          | 2+2                            | 0                              | 28    | 5     |
| 2019                  | Víkingur Gøta         | D1                    | 24          | 9           | 4                     | 2                     | -                              | -                              | -                              | 28    | 11    |
| 2020                  | Víkingur Gøta         | D1                    | 16          | 5           | -                     | -                     | -                              | -                              | -                              | 16    | 5     |
| Total sur la carrière | Total sur la carrière | Total sur la carrière | 299         | 77          | 33                    | 10                    | -                              | 24                             | 2                              | 356   | 89    |

### Buts en sélection
Le tableau suivant liste tous les buts inscrits par Sølvi Vatnhamar avec l'équipe des îles Féroé.